# Державний інститут мистецтв Узбекистану
Державний інститут мистецтв і культури Узбекистану імені Маннона Уйгура — вищий навчальний заклад у Ташкенті.

## Історія
Інститут заснований у 1945 році і був самостійним навчальним закладом до 2012 року.
Постановою Президента Республіки Узбекистан № 1771 від 4 липня 2012 року на основі Державного інституту мистецтв Узбекистану і Ташкентського державного інституту культури створено Державний інститут мистецтв і культури Узбекистану.

### Колишні назви
1945—1954 роки — Ташкентський державний інститут театрального мистецтва (ТДІТМ) імені А. Н. Островського.
1954—1990 роки — Ташкентський державний театрально-художній інститут (ТДТХІ) імені А. Н. Островського. Перейменований після відкриття у 1954 році художнього факультету.

## Опис
Факультети :
- Акторське мистецтво
- Режисура
- Мистецтвознавство
- Сценічна і екранна драматургія
- Техногенне мистецтво (теле- кінооператори і звукорежисери)
- Театральне мистецтво
- Кафедра суспільних наук
- Кафедра мов і літератури.

## Цікаві факти
- У 1968 році у Ташкентському театрально-художньому інституті виникла популярна узбецька група «Ялла».

## Відомі випускники
Серед випускників — визнані за радянських часів, а також нинішні діячі мистецтва (артисти, режисери, скульптори, художники та інші). Деяким із них присвоєно звання «Народний артист СРСР».